# فيليب ليونارد
فيليب ليونارد هو لاعب كرة قدم بلجيكي في مركز الدفاع، ولد في 14 فبراير 1974 في لياج في بلجيكا. شارك مع منتخب بلجيكا تحت 19 سنة لكرة القدم ومنتخب بلجيكا تحت 21 سنة لكرة القدم ومنتخب بلجيكا لكرة القدم. أما مع النوادي، فقد لعب مع رابيد بوخارست وستاندارد لييج وفاينورد ونادي موناكو ونادي نيس.

## وصلات خارجية
- فيليب ليونارد على موقع الاتحاد الدولي (مؤرشف)  (الإنجليزية)
- فيليب ليونارد على موقع الاتحاد البلجيكي (الإنجليزية)
- فيليب ليونارد على موقع رابطة كرة القدم الفرنسية للمحترفين (الإنجليزية)
- فيليب ليونارد على موقع قاعدة بيانات كرة القدم.إي يو (الإنجليزية)
- فيليب ليونارد على موقع ناشيونال فوتبول تيمز (الإنجليزية)
- فيليب ليونارد على موقع Soccerway.com (الإنجليزية)
- فيليب ليونارد على موقع عالم كرة القدم.نت (الإنجليزية)